# God Forbid
I God Forbid sono stati una band metalcore fondata a East Brunswick (New Jersey), nel 1998.

## Storia del gruppo
Dopo un tour con band del calibro dei GWAR, dei Nile, dei Cradle Of Filth e dei Candiria, i God Forbid pubblicarono nel 1999 il loro primo album, intitolato Reject the Sickness. Tale disco assicurò al gruppo un contratto con la nota etichetta Century Media Records, con cui rilasciano il disco Determination nel 2001. Dopo un tour con i Shadows Fall e i Lamb of God, nel 2004 la band pubblicò Gone Forever. L'anno seguente uscì IV: Constitution of Treason e nel 2005-2006 i God Forbid si unirono ai Trivium nel loro tour europeo.

## Discografia

### Album in studio
- 1999 - Reject the Sickness
- 2001 - Determination
- 2004 - Gone Forever
- 2005 - IV: Constitution of Treason
- 2009 - Earthsblood
- 2012 - Equilibrium

### EP
- 1998 - Out of Misery
- 2003 - Better Days

### Raccolte
- 2007 - Sickness and Misery

## Formazione
- Byron Davis (cantante)
- John Outcalt (bassista)
- Corey Pierce (batterista)
- Doc Coyle (chitarrista)
- Dallas Coyle (chitarrista)